# Ryokan

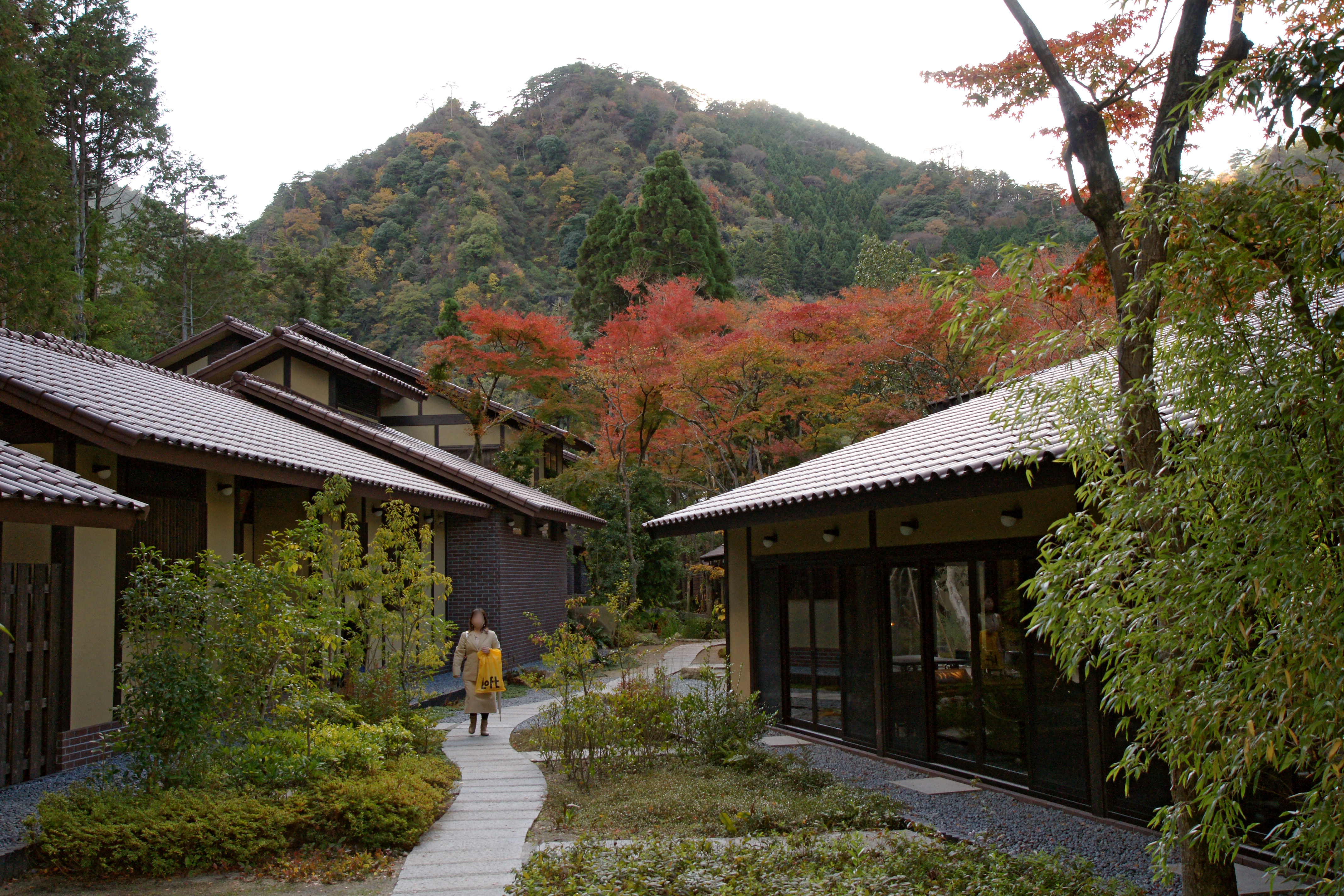
Ryokan (Arima Onsen).

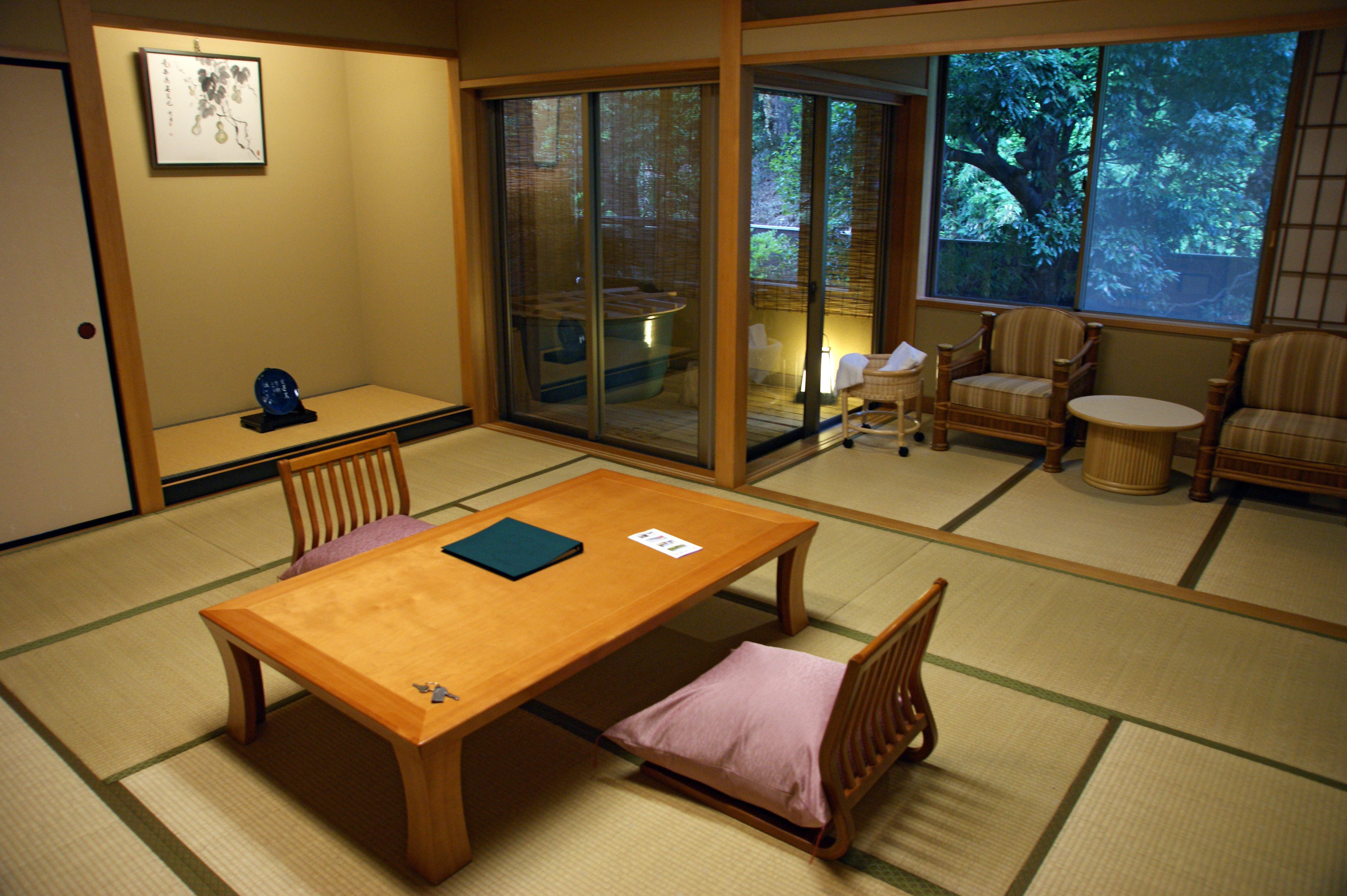
Een kamer in een Ryokan.

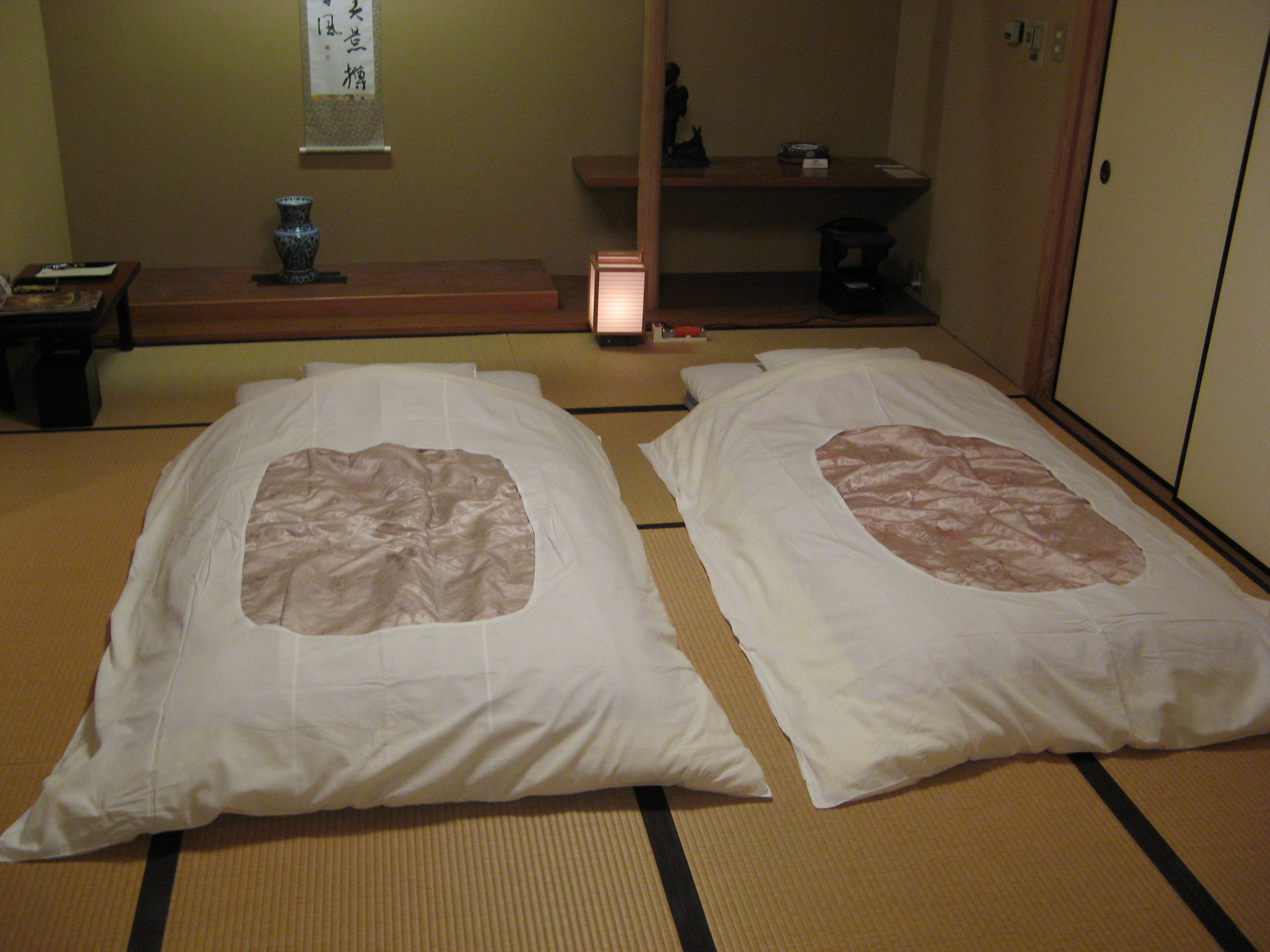
Links de stapel opgevouwen beddengoed. Op de vloer de traditionele tatami matten.

Een ryokan (旅館) is een Japanse vorm van een familiehotel of pension. De traditionele Japanse ryokans dateren uit het Edo-tijdperk (1603-1868). Zij boden reizigers een kamer met tatami matten, een gemeenschappelijk bad, en andere openbare delen, waar de bezoekers zich konden ontspannen in hun yukata, een soort badjas die aan de kimono verwant is. 

## Etymologie
Het woord ryokan is de romaji-transliteratie van de kanji 旅館. Het is een samenstelling van het zelfstandige naamwoord 旅 [ryo] "reis" in de kan-on-lezing en het zelfstandige naamwoord 館 [kan] "huis" of "gebouw" eveneens in de kan-on-lezing. Ryokan betekent letterlijk: reishuis of reisgebouw.

## Inrichting
De kamers met hun matten mogen niet met schoeisel worden betreden. Schoenen worden buiten het hotel uitgedaan en in speciale kastjes geplaatst. Daar staan pantoffels voor de gasten klaar, maar in de kamers moeten ook deze worden uitgedaan.
Er staat in zo'n kamer een laag tafeltje en dunne comfortabele matrassen - zogenaamde futon - om op te slapen. Tegenwoordig is er vaak een televisietoestel, maar verder weinig comfort. Ook is er meestal wel airconditioning aanwezig.
De Japanners baden zich voor het avondeten. Mogelijk in een onsen. Voordat men hierin gaat wast men zich, zittend op een krukje naast het bad. Daarbij wordt alle zeep zorgvuldig afgespoeld. Helemaal schoon gaat men in het grote warme bad. Daar verblijft men een tijdje voor totale ontspanning. 
In de ryokan wordt ontbijt geserveerd. Gasten kunnen kiezen uit het traditionele Japanse ontbijt, bestaande uit rijst, vissoep en dergelijke. Buitenlandse gasten verkiezen meestal een westers ontbijt met toast en thee of koffie.

## Minshuku
Minshuku is een budgetversie van de ryokan en kan vergeleken worden met een bed and breakfast. De faciliteiten kunnen gelijkaardig zijn als een hotel, maar eenvoudiger. Ook kunnen het de extra kamers in een familiehuis zijn.
Het eten is doorgaans eenvoudig, dineren kan soms op afspraak en dikwijls gemeenschappelijk. De kamers hebben gewoonlijk geen eigen toilet, en de gasten moeten hun eigen beddengoed meebrengen. 

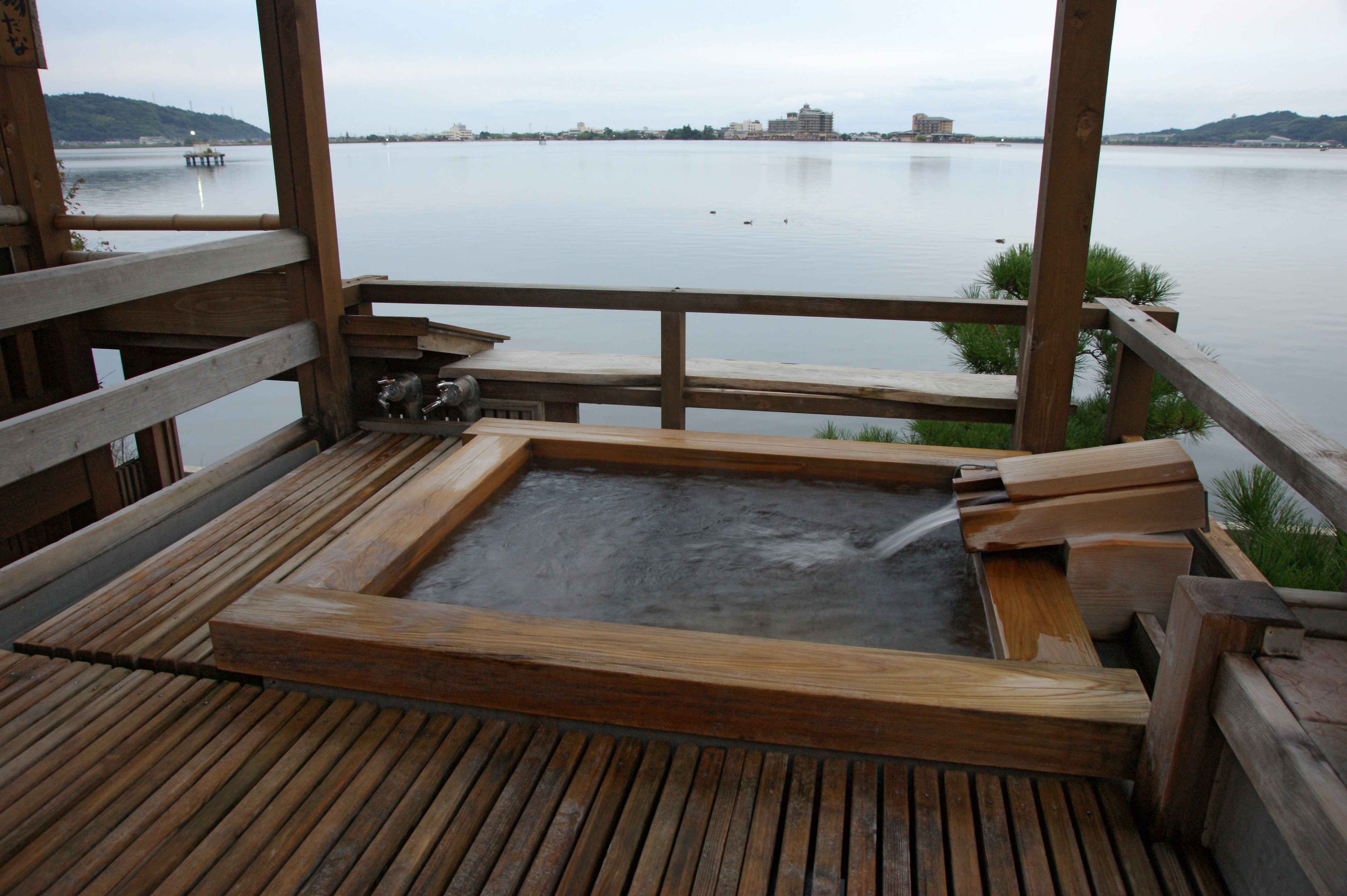
Een onsen in een Japanse ryokan